# سرية سعد بن زيد الأشهلي
سرية سعد بن زيد الأشهلي، لهدم صنم «مناة» في أواخر شهر رمضان سنة 8 هـ.

## مجريات السرية
بعث النبي محمد حين فتح مكة سعد بن زيد الأشهلي لهدم صنم مناة وكانت بالمشلل للأوس والخزرج وغسان، فخرج في 20 فارسًا، حتى انتهى إليها وعليها سادن، فقال السادن «ما تريد؟» قال «هدم مناة»، قال «أنت وذاك». فأقبل سعد يمشي إليها وتخرج إليه امرأة عريانة سوداء ثائرة الرأس تدعو بالويل وتضرب صدرها فقال السادن «مناة دونك، بعض غضباتك»، ويضربها سعد بن زيد الأشهلي وقتلها، ويقبل إلى الصنم معه أصحابه فهدموه ولم يجدوا في خزانتها شيءًا، وانصرف راجعًا إلى النبي محمد.